# Anna Rossinelli
 (août 2012).
Si vous disposez d'ouvrages ou d'articles de référence ou si vous connaissez des sites web de qualité traitant du thème abordé ici, merci de compléter l'article en donnant les références utiles à sa vérifiabilité et en les liant à la section « Notes et références ».
Anna Rossinelli, née le 20 avril 1987 à Bâle, est une chanteuse et parolière helvético-polonaise.

## Biographie
À 16 ans Anna entre dans une école de jazz. Quelques années plus tard, elle chante dans plusieurs groupes[Lesquels ?], ce qui lui apporte une expérience de la scène et des studios, avant de devenir la chanteuse principale du trio « Anne Claire » avec Georg Dillier et Manuel Meisel.
En décembre 2010, Anna Rossinelli est choisie pour représenter la Suisse au Concours Eurovision de la chanson 2011 à Düsseldorf en Allemagne. Le 10 mai 2011, lors de la demi-finale du concours, elle se qualifie pour la finale malgré des pronostics défavorables[réf. souhaitée], une réussite que la Suisse n'avait plus connue depuis 2006. Elle échoue cependant à la 25e et dernière place en finale du concours.
En 2021 elle obtient un rôle dans la série policière haut-valaisanne Tschugger.

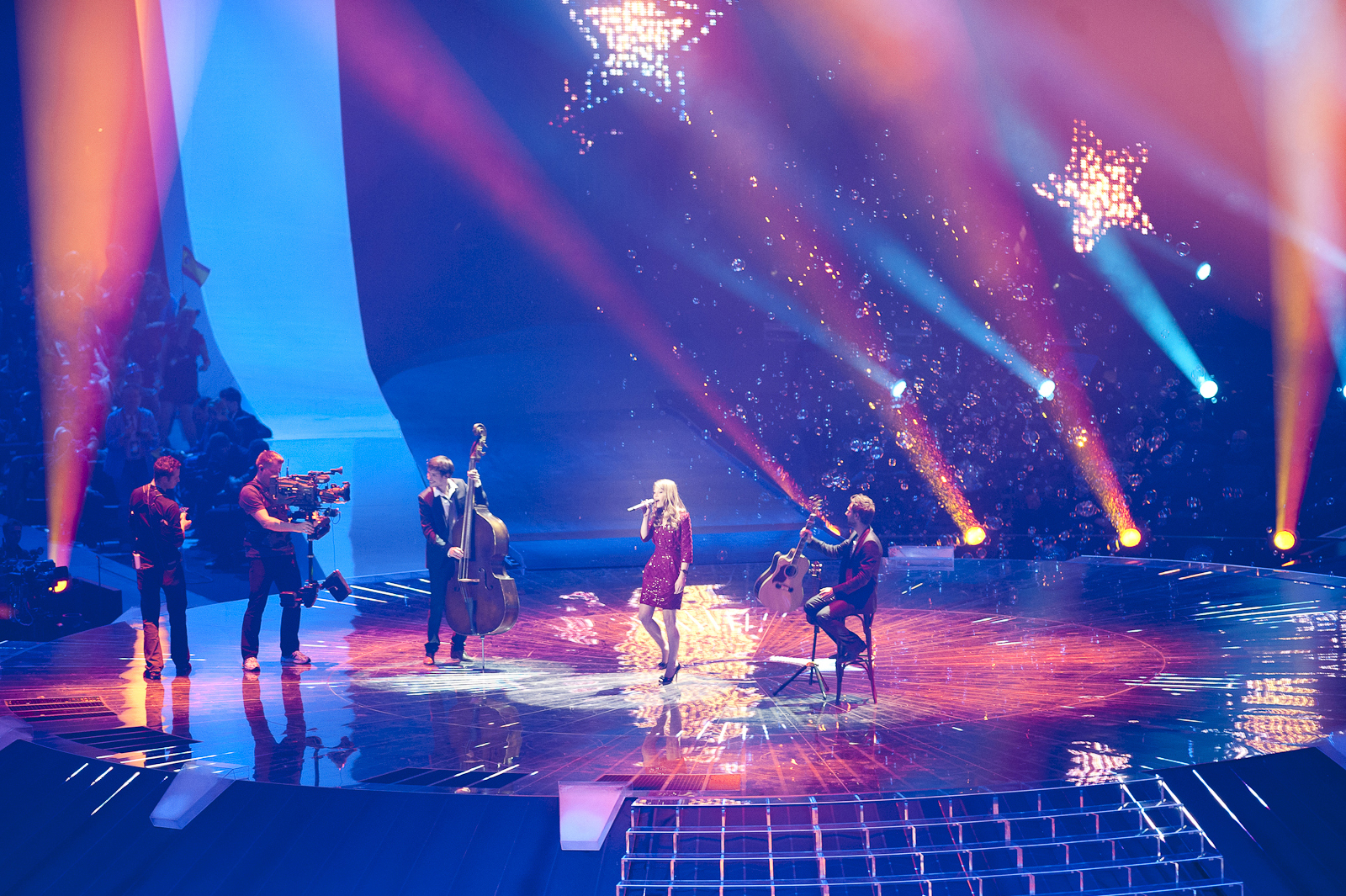
Anne Rossinelli sur la scène de l'Eurovision en 2011